# Bruno Bruins
Bruno Johannes Bruins (Arnhem, 10 juli 1963) is een Nederlandse bestuurder en voormalig politicus namens de VVD. Sinds 1 september 2021 is hij staatsraad in de Afdeling advisering van de Raad van State.

## Opleiding en loopbaan
Bruins studeerde Nederlands recht en bestuurskunde aan de Rijksuniversiteit Groningen, waar hij zitting nam in de Universiteitsraad namens de SOG. Daarnaast was hij actief lid bij de Juridisch-bestuurskundige Studievereniging "Dorknoper". Hij was ook actief als secretaris van de JOVD Groningen. Nadien heeft hij onder meer gewerkt bij de vervoerbedrijven Westnederland als adjunct-directiesecretaris en HTM Personenvervoer als manager personeel en organisatie.

## Gemeentepolitiek
Tussen 1994 en 2002 maakte Bruins deel uit van de gemeenteraad van Den Haag (in de periode 1998-2000 was hij fractievoorzitter). Vanaf 2000 was hij wethouder van Verkeer, Binnenstad en Beschermde Stadsgezichten. In 2004 werd hij ook locoburgemeester. Na de gemeenteraadsverkiezingen van maart 2006 stapte hij uit de gemeentepolitiek van Den Haag, zoals hij al vóór de gemeenteraadsverkiezingen besloten had.
Na het aantreden van het kabinet-Balkenende IV trad Bruins op 22 februari 2007 aan als waarnemend burgemeester van Leidschendam-Voorburg, totdat in november 2007 Hans van der Sluijs als burgemeester werd geïnstalleerd. In 2011 was Bruins informateur bij de collegeonderhandelingen in Zuid-Holland.

## Staatssecretaris van Onderwijs, Cultuur en Wetenschap
Juist toen hij op 29 juni 2006 Mark Rutte zou opvolgen als staatssecretaris van Onderwijs, Cultuur en Wetenschap kwam er een einde aan het kabinet-Balkenende II. Bruins is derhalve niet beëdigd als lid van dit kabinet. Van 7 juli 2006 tot 22 februari 2007 was Bruins staatssecretaris van Onderwijs, Cultuur en Wetenschap in het derde kabinet-Balkenende.

## Loopbaan na staatssecretariaat
In december 2007 werd Bruins op interim-basis directeur van het Rijks Opleidingsinstituut ROI. Vanaf september 2008 was hij directeur van het vervoerbedrijf Connexxion. Bruins was van 1 januari 2012 tot 26 oktober 2017 voorzitter van de raad van bestuur van UWV.

## Minister voor Medische Zorg en Sport
Vanaf 26 oktober 2017 was Bruins minister voor Medische Zorg en Sport op het ministerie van Volksgezondheid, Welzijn en Sport in het kabinet-Rutte III. Op 19 maart 2020 trad hij af. Als minister was Bruins onder andere belast met de portefeuilles geneeskundige zorg, de zorgverzekeringswet en zorgtoeslag, toezicht op de voedselkwaliteit, beroepen en opleidingen en arbeidsmarktbeleid voor de zorg, preventie, gezondheidsbescherming, kwaliteitsbeleid, medische biotechnologie, genees- en hulpmiddelen, drugsbeleid en het sportbeleid. In deze functie speelde Bruins in Nederland een rol in de bestrijding van de coronapandemie.
Tijdens een langdurig debat in de Tweede Kamer over de coronapandemie op 18 maart 2020 kreeg Bruins last van een flauwte, die werd toegeschreven aan oververmoeidheid. Een dag later verleende de koning hem op eigen verzoek eervol ontslag. Minister Hugo de Jonge van Volksgezondheid nam de taken over met betrekking tot de bestrijding van de coronapandemie. Op 20 maart werd Martin van Rijn gepresenteerd als nieuwe minister voor Medische Zorg per 23 maart, als opvolger van Bruins.

## Loopbaan na ministerschap
Met ingang van 28 september 2020 werd Bruins benoemd tot algemeen directeur (ad interim) van HTM. Sinds 1 januari 2021 is hij commissaris bij Intravacc. Op 29 januari 2021 werd door de ministerraad ingestemd, op voorstel van de minister van Binnenlandse Zaken en Koninkrijksrelaties, om Bruins voor te dragen voor benoeming tot staatsraad bij de Afdeling advisering van de Raad van State. De benoeming ging in op 1 september 2021.
Tevens is Bruins per 1 september 2021 toegetreden tot de Raad van Advies van Keolis Nederland. Daarnaast is Bruins lid van de Raad van Toezicht van UNICEF Nederland en lid van de onderzoekscommissie reductie administratieve lasten (in opdracht van het ministerie van Justitie en Veiligheid). Met ingang van 1 juni 2022 werd hij benoemd tot voorzitter van de Raad van Toezicht van de Alrijne Zorggroep. Eind november 2022 werd Bruins benoemd tot vice-voorzitter van de adviescommissie Toekomst Arbeidsongeschiktheidsstelsel.
Bruins werd per 1 mei 2024 aangesteld als Chief Strategy Officer bij afvalverwerker Renewi. Als opdracht kreeg hij mee het vorm geven en realiseren van de Renewi-strategie zoals het leiden van innovatie en duurzaamheid en het onderhouden van relaties met lokale, landelijke en Europese overheden.